# Genaro Codina
Genaro Codina é um município do estado de Zacatecas, no México. Em 2020, o município tinha uma população de 8168 habitantes registrados em uma área de 794,8 quilômetros quadrados (km²).